# Енгельгардт Катерина Василівна
Катерина Василівна Енгельгардт (у першому шлюбі — графиня Скавронська, у другому — графиня Літта; нар. 1761 — пом. 1829) — одна з племінниць ясновельможного князя Григорія Потьомкіна, дружина графів П. М. Скавронського (перший шлюб) і Джуліо Літта (другий шлюб). Кавалерственна дама ордену Святої Катерини (1797 і 1809) і Ордена Святого Іоанна Єрусалимського, великого хреста (1798).

## Життєпис

### Походження
Катерина Василівна народилася, ймовірно, в 1761 році і була наймолодшою дочкою в сім'ї Олени Олександрівни Потьомкіної (пом. 1775) і смоленського дідича Василя Андрійовича Енгельгардта (пом.. бл. 1794).

### Відносини з Потьомкіним
В 1776 році, коли її дядько, всесильний князь Потьомкін, був на вершині фавору, Катерина Василівна разом з сестрами Олександрою, Варварою, Надією і молодшою, Тетяною, була привезена до Санкт-Петербурга і стала фрейліною імператриці. Дівчата жили в будинку свого дядька і, як стверджували сучасники, кожна з них користувалася його особливого роду прихильністю, але Катерину він любив довше за всіх:
Вона всіх сестер була гоже і дядечко в неї закохався; закохатися на мові Потьомкіна означало насолоджуватися плоттю. Любовні його інтриги оплачувалися від скарбниці милістю і різними нагородами, котрі потім зваблювали багатих женихів і доставляли кожній племінниці, що зійшла з ложа сатрапа, міцну фортуну
— И. М. Долгорукий
«Спосіб, яким князь Потьомкін протегує своїм племінницям, — писав на батьківщину французький посланник Корберон, — дасть вам поняття про стан вдач у Російській імперії». Збереглася переписка, яку можна знайти в публікаціях історика Саймона Монтефіоре, яка свідчить про істинність цих чуток. Всі племінниці Потьомкіна, щасливо видані в шлюб і стали матерями численних сімейств, обожнювали і боготворили дядечка до кінця життя.
Імператриця Катерина II, любовні відносини якої з Потьомкіним були вже в стадії охолодження, незважаючи на те, що дружні почуття залишалися все ще сильні, протегувала панночкам. У 1777 році, коли Катерина Василівна тільки з'явилася при дворі, у неї серйозно закохався побічний син імператриці і Орлова, граф Олексій Бобринський, що дуже потішило його матір, яка жартувала з цього приводу в листах до світлого князя.
Наприкінці 1779 року Катерина виявилося була вагітною і вирушила разом зі старшою сестрою Варварою, вже виданою в шлюб з Сергієм Голіциним, до Європи.
Портретистка  Елізабет Елізабет Віже-Лебрен згадувала про Катерину Скавронську:

Знаменитий Потьомкін, її дядько, обсипав Скавронську діамантами, яким вона не знаходила застосування. Вищим щастям її було лежати на кушетці, без корсета, закутавшись у величезну чорну шубу. Свекруха надсилала їй з Парижа картонки з самими чудовими витворами   Mlle Bertin , кравчині Марії-Антуанетти. Але я не вірю, що графиня відкрила хоча б раз хоч одну з них, і коли свекруха висловлювала бажання побачити невістку в одному з цих чудових суконь і капелюшків, вона відповідала: «Для чого, для кого, навіщо?». Те ж саме вона сказала мені, показуючи скриньку з коштовностями, серед яких були абсолютно неймовірні речі. Там були величезні діаманти, подаровані їй Потьомкіним, але яких я на ній ніколи не бачила. Якось вона мені сказала, що щоб засипати, вона тримає під ліжком раба, який щоночі розповідає їй одну і ту ж історію. День вона ж зовсім дармувала. Вона була неписьменною, і бесіди з нею були нецікавими. Але при цьому, завдяки чудовому обличчю в поєднанні з ангельською лагідністю, її чарівність була прекрасна.

### Перший шлюб

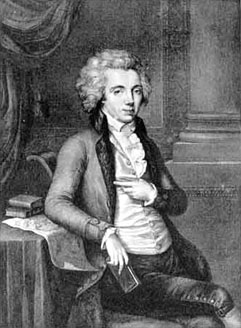
Павло Мартинович Скавронський

Павло Мартинович Скавронський (1757—1794), останній чоловічий представник роду  Скавронських і власник колосального статку, втім не відрізнявся глибоким розумом, закохався в неї і, не дивлячись на те, що любовний зв'язок Катерини з дядечком був відомий, запропонував їй руку і серце. Потьомкіна він влаштовував своїм м'яким характером. Весілля відбулося 10 листопада 1781 року. Незабаром після цього Катерина супроводжувала великого князя Павла і його дружину, Марію Федорівну, в поїздці по Європі.
Катерина Скавронська, ймовірно, ще довго залишалася коханкою Потьомкіна, незважаючи на свій шлюб.
  «Між нею і її дядьком все по-старому,  — доносив фон Кобенцль  Йосипу II. —  Чоловік дуже ревнує, але не має сміливості цьому перешкодити». 

І через кілька років після весілля Скавронська була «гарна, як ніколи», і як і раніше залишалася «коханою султаншею свого дядька».
У 1784 році Потьомкін влаштував призначення Скавронського на місце посла в Неаполь, в країну обожнюваних ним маестро. Катерина, однак, не відразу вирушила до Італії разом з чоловіком, і тому доводилося насолоджуватися італійською оперою одному, а Потьомкін, тим часом, міг насолоджуватися товариством своєї смиренної родички в Петербурзі. Зрештою, Катерині все ж довелося виїхати; втім, ненадовго.
Листи її чоловіка ясновельможному — шедеври підлесливості. Висловлюючи свою вдячність і вічну відданість, Скавронський благав князя допомогти йому уникнути дипломатичних помилок.
Через деякий час Катерина пішла за чоловіком, призначеним посланником в Неаполь в 1784 році, і поїхала до Італії. Пара мала двох доньок — Катерину Багратіон і Марію Пален, які у майбутньому також стали відомими фривольним особистим життям.
У Статс-дами була пожалувана 17 серпня 1786 року, на прохання князя Потьомкіна. У 1788 році разом з сестрою Олександрою Браницькою відвідувала дядечка, який облягав Очаків. У 1787 році разом з тієї ж сестрою перебувала в почту імператриці, яка вирушила в подорож до Тавриди відвідати Потьомкіна.
Після смерті чоловіка повернулася в Росію. Павло I в день своєї коронації пожлував її у кавалерствені дами.

### Другий шлюб

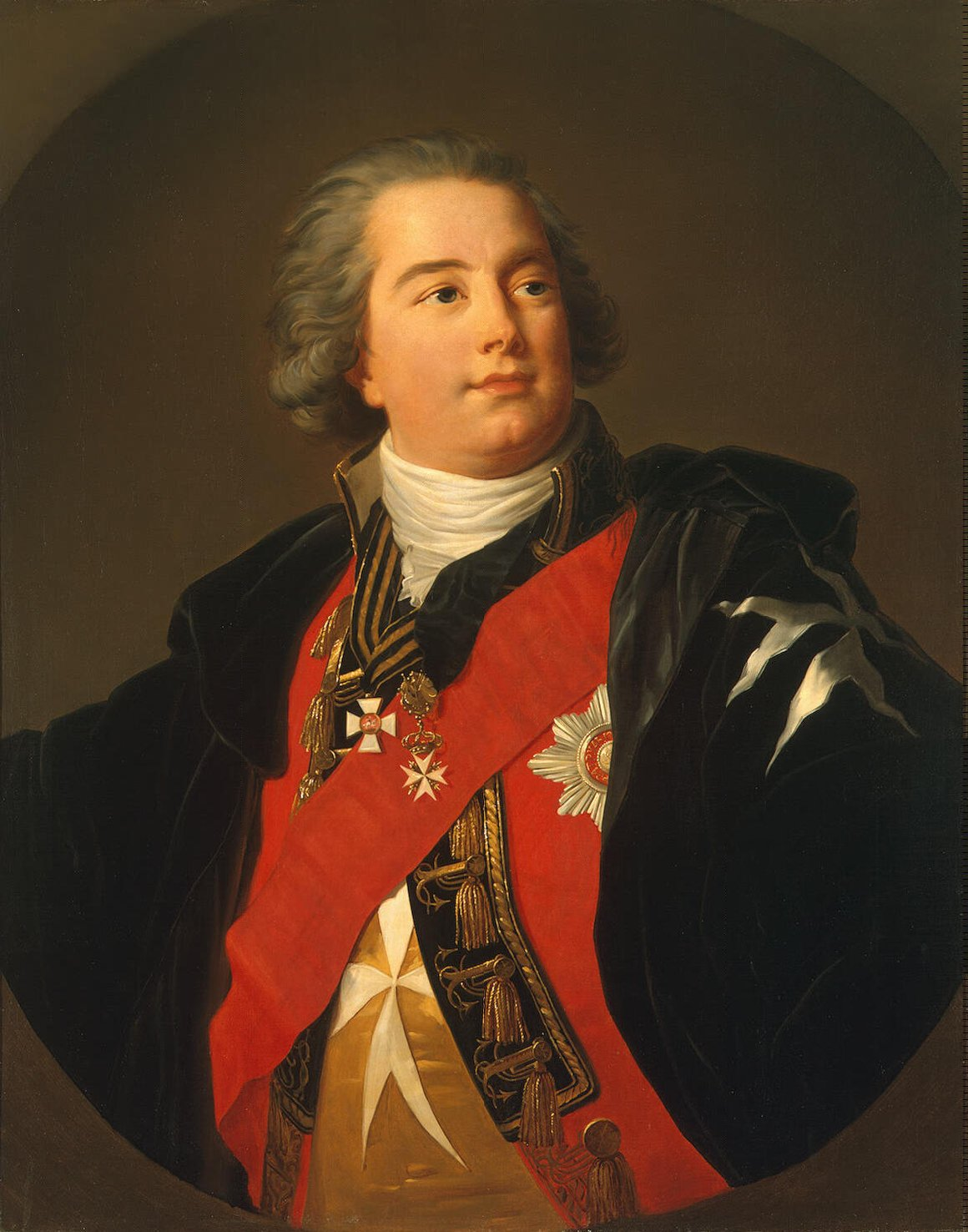
Юлій Помпейович Літта

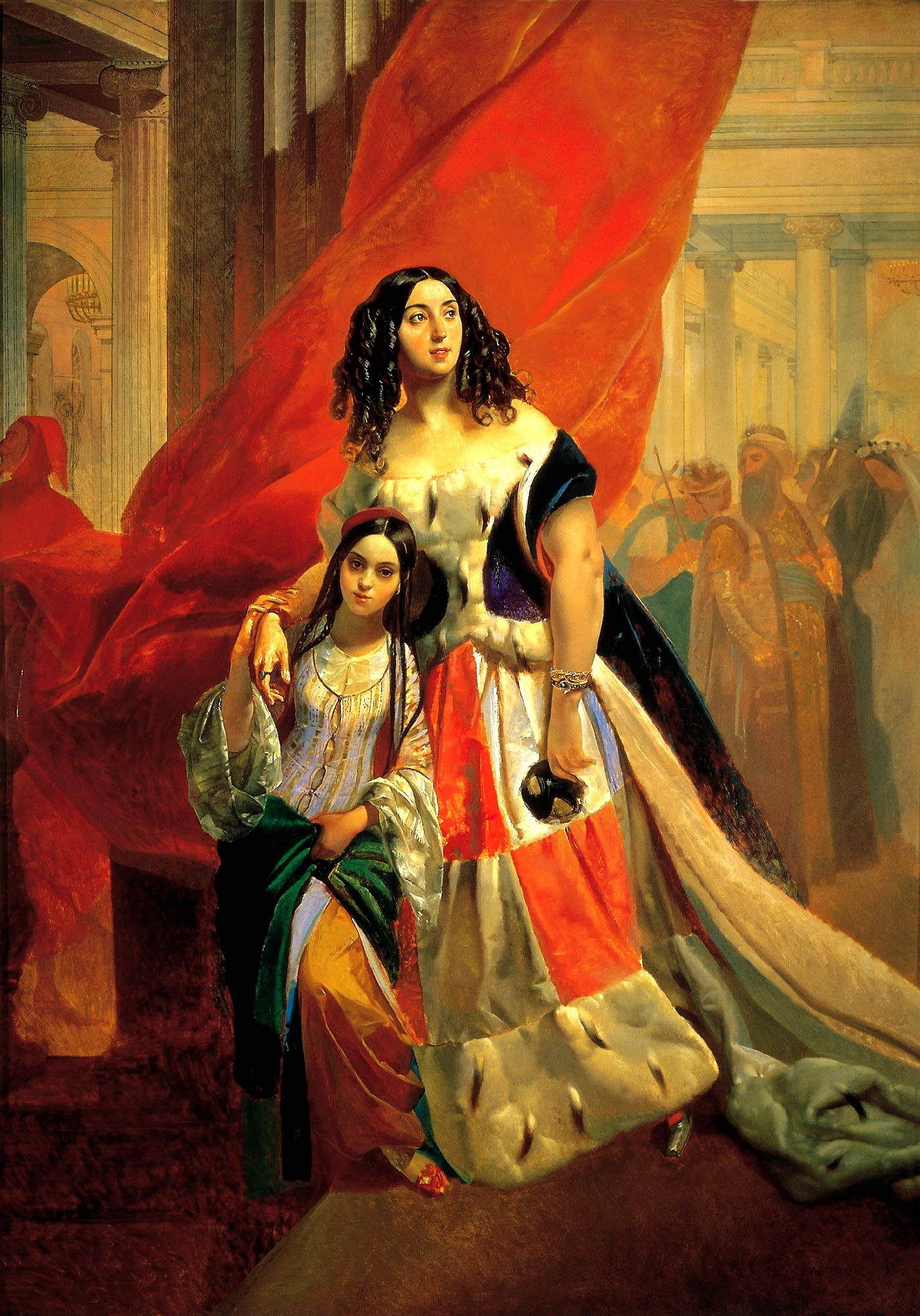
Онука Катерини Юлія на знаменитій картині Брюллова

Ймовірно, ще в Італії вона познайомилася з мальтійським кавалером на російській службі — графом Джуліо Літта, званим в Росії «Юлієм Помпейовичем». На особисте прохання імператора Павла I папа римський Пій VI зняв з графа обітницю безшлюбності, який Літта давав при вступі в орден, і він став другим чоловіком Катерини. Вони одружилися в 1798 році, коли їй було 37 років.
Після весілля (14 грудня 1798 року) Катерині був вручений орден Святого Іоанна Єрусалимського, в 1809 році орден Святої Катерини 1-го ступеня, в 1824 році вона отримала звання гофмейстеріни. До останніх днів життя вона зберегла свою чарівну привітність. Імператриця Олександра Федорівна, яка вперше бачила графиню Літта в 1817 році, описувала її ще красунею: «вона була білолиця, пухкенька, з дитячою усмішкою».
Графиня Літта померла 7 лютого 1829 року, незадовго до смерті чоловіка. Похована в церкві Святого Духа Олександро-Невської лаври.
Як стверджують, Літта мав роман зі своєю падчеркою, Марією Пален. Дійсно, дочка Марії — Юлія Пален — не тільки мала явні риси подібності з другим чоловіком своєї бабці, але і виховувалася в його будинку, після того як Марія кинула Палена і поїхала до Парижі. Крім того, їй же Літта заповів практично все своє майно.